# Устинов, Иона Платонович
Иона Платонович Устинов (нем. Jona von Ustinov; также был известен под кличкой Клоп; 2 декабря 1892 — 1 декабря 1962) — немецкий журналист и дипломат, который поселился в Великобритании и работал на МИ5. Отец актёра сэра Питера Устинова и дед актрисы Тамары Устиновой.

## Биография
Родился в семье Платона Григорьевича из рода Устиновых (1840—1919), именовавшего себя по неизвестной причине бароном, и Магдалены Халл (1868—1945). В молодости Иона также использовал баронский титул.
Во время Первой мировой войны служил в военно-воздушных силах Германской империи. Служивший в том же подразделении его брат Петер фон Устинов (нем. Peter von Ustinow) был убит в бою 13 июля 1917 года. После войны работал в Wolffs Telegraphisches Bureau, первом немецком информационном агентстве, в Амстердаме.
В 1920 году в Петрограде, куда Иона прибыл, по утверждению биографов, по просьбе матери, чтобы разыскать место смерти отца, женился на Надежде Бенуа.
Затем, после женитьбы, переехал в Лондон, где стал пресс-секретарём посольства Веймарской республики. Те политические взгляды, которых он придерживался, доставляли трудности в отношениях с новым нацистским правительством. В 1935 года конфликт достиг кульминации, когда он отказался доказывать, что не имеет еврейского происхождения («Ariernachweis»). В результате он потерял работу и решил стать подданным Великобритании, что позволило ему избежать интернирования, а затем, во время войны, и депортации.
Тем временем начал работать на британскую контрразведывательную службу МИ5. Устраивал секретные встречи высокопоставленных британских чиновников и немецких генералов в своём доме на берегу моря. Также пытался убедить британское правительство занять более жёсткую позицию по отношению к Третьему рейху. За семь месяцев до оккупации Чехословакии в 1939 году смог заполучить немецкие планы. Позже сожалел, что премьер-министр Невилл Чемберлен не смог заставить себя предпринять какие-либо действия.
Впоследствии жил в стеснённых обстоятельствах, распродавая книги из личной библиотеки.